# (473133) 2015 JS7
(473133) 2015 JS7 es un asteroide perteneciente al cinturón de asteroides, descubierto el 25 de diciembre de 2013 por el equipo del Mount Lemmon Survey desde el Observatorio del Monte Lemmon, Arizona, Estados Unidos.

## Designación y nombre
Designado provisionalmente como 2015 JS7.

## Características orbitales
2015 JS7 está situado a una distancia media del Sol de 3,151 ua, pudiendo alejarse hasta 3,588 ua y acercarse hasta 2,714 ua. Su excentricidad es 0,138 y la inclinación orbital 14,53 grados. Emplea 2043 días en completar una órbita alrededor del Sol.

## Características físicas
La magnitud absoluta de 2015 JS7 es 16,6.